# Campanha para a Evangelização
A Campanha para a Evangelização é uma campanha realizada anualmente pela Igreja Católica Apostólica Romana no Brasil, sempre no período do Advento. A campanha é coordenada pela Conferência Nacional dos Bispos do Brasil (CNBB).

## Realização da Campanha
A Conferência Nacional dos Bispos do Brasil realizou a sua 35ª Assembléia
Geral, no ano de 1997, em Itaicí, São Paulo. Nesta Assembléia aprovou a realização da Campanha para a Evangelização em âmbito nacional. Esta campanha deve acontecer conforme os modelos da Ação Adveniat, Misereor, Kirche in Not (Alemanha); CAFOD
(Inglaterra), e Mãos Estendidas (Espanha) que angariam recursos não só para a evangelização dos seus próprios países, mas também para auxiliar projetos evangelizadores nos países mais pobres, entre os quais o Brasil. A Campanha para a Evangelização teve início em 1998 e realiza-se no tempo litúrgico do Advento.

## Gesto Concreto
No terceiro domingo do Advento, acontece a coleta da evangelização. Os recursos ajudam os projetos desenvolvidos na área pela Igreja no Brasil.
Do total arrecadado durante a campanha, 45% é destinados às dioceses; 20% aos Regionais e 35% ao Fundo Nacional de Evangelização, administrado pelo Conselho Econômico da CNBB, e que garante recursos para o Secretariado Nacional e viabiliza projetos específicos de Evangelização.
O valor angariado pela coleta nacional para a evangelização constitui o Fundo para a Evangelização em âmbito Diocesano, Regional e Nacional. O Fundo para a evangelização em âmbito nacional é administrado pela CNBB e é destinado a apoiar as estruturas da Igreja Católica e a atividade evangelizadora em âmbito diocesano, regional e nacional. Este Fundo para a Evangelização substitui as contribuições da Campanha da Fraternidade para a CNBB e para os Regionais. 

## Situação da Igreja
Uma das principais questões que levaram os bispos do Brasil a promover a Campanha para a evangelização foi a econômica. De fato, o trabalho evangelizador se tornou muito complexo, exigindo pessoas capacitadas para a atuação em todos os níveis, recursos
tecnológicos cada vez mais sofisticados e uma estrutura organizacional extremamente complexa, principalmente quando falamos de evangelização em todo o território nacional.
Precisamos de recursos para que esta obra não pare. A Campanha para a Evangelização procura responder também a essa necessidade. Afinal de contas, apesar de sermos a maior nação católica do mundo, a evangelização no Brasil ainda depende de contribuições das Igrejas da América do Norte e da Europa. Isso acontece porque nem todos assumem o compromisso batismal de participar da missão da Igreja. A Campanha para a Evangelização quer despertar a consciência dos cristãos para esta realidade e, assim, angariar recursos para que a Igreja no Brasil tenha condições de continuar evangelizando.

## Objetivos
A Campanha para a Evangelização tem como objetivo despertar a co-responsabilidade de todos os católicos na obra evangelizadora. Conscientizar para o compromisso evangelizador e para a responsabilidade pela sustentação das atividades pastorais da Igreja Católica no Brasil.
Ajudar a superar a mentalidade individualista e a visão subjetiva da religião por uma atitude solidária, voltada para o bem comum; propor a vivência de uma fé adulta, testemunhada em atitudes e ações coerentes de conversão pessoal permanente e de transformação social segundo as exigências evangélicas.
Garantir que a Igreja Católica no Brasil tenha recursos para fazer o trabalho da Evangelização seja nas regiões pbres, como a Amazônia e a periferia das grandes cidades, ou nas ações mais estratégicas, como a realização de grandes encontros nacionais e ajudar na manutenção da própria CNBB com o seu secretariado geral e os seus secretariados regionais. 

## Temas
| ANO  | LEMA                                                       |
| ---- | ---------------------------------------------------------- |
| 1999 | Abri as portas ao Redentor                                 |
| 2000 | Evangelho para todos                                       |
| 2001 | Somos Igreja que Evangeliza                                |
| 2002 | Lançando as redes com o Cristo                             |
| 2003 | Solidários na Evangelização                                |
| 2004 | Participar é Evangelizar                                   |
| 2005 | Anuncia-me                                                 |
| 2006 | Discípulos e Missionários                                  |
| 2007 | Discípulos e Missionários                                  |
| 2008 | Acolhamos o Príncipe da Paz                                |
| 2009 | Ele se fez pobre para nos enriquecer                       |
| 2010 | Em Cristo somos novas criaturas                            |
| 2011 | Ele veio curar nossos males                                |
| 2012 | Eu vi e dou testemunho: Ele é o Filho de Deus              |
| 2013 | Eu vos anuncio uma grande alegria                          |
| 2014 | Cristo é nossa paz                                         |
| 2015 | Sede Misericordiosos                                       |
| 2016 | Ele está no meio de nós                                    |
| 2019 | Eu cuido do anúncio da Palavra, dos pobres e da comunidade |
| 2020 | É tempo de cuidar da evangelização                         |
| 2021 | Ide, sem medo, para servir                                 |